# Josep Ribera i Miró
Josep Ribera i Miró (La Plana (Alcover), Alt Camp, 4 de gener de 1839 - Barcelona, 14 de gener de 1921) fou un compositor de sarsueles, germà del també compositor Cosme Ribera i Miró.

## Biografia
Estudià a Lleida, amb l'organista de la catedral, Magí Pontí. El 1856 passà a Barcelona i continuà els estudis amb Josep Marraco i Ferrer i Mateu Ferrer. El 1860 fou nomenat organista de Sant Joan de Vilassar, desenvolupant aquest càrrec per espai de quatre anys, deixant-hi nombrosos i avantatjats alumnes. Tornà altra volta a Barcelona i es dedicà a l'estudi del contrabaix.
Fou mestre de capella de la parròquia de Santa Anna de Barcelona i desenvolupà molt de temps la plaça de professor d'aquest instrument en les orquestres dels teatres Principal i Liceu, demostrant particularment la seva intel·ligència i habilitat en diversos concerts de música clàssica executats per la Societat Barcelonesa de Quartets, de la qual formava part i n'era un dels fundadors.
En el primer certamen musical obert per Josep Anselm Clavé i Camps, el 1863, guanyà un accèssit per un cor a veus soles titulat Una esperança morta. El 1866 guanyà una menció honorifica en el concurs de l'Ateneu Català per una simfonia a gran orquestra titulada Mareselva. El 1878 li foren premiades tres composicions en el certamen obert per la Societat Coral Euterpe: una simfonia a tota orquestra Sobre motius populars catalans, i dos cors a veus soles: Lo molí i La festa major. El 1879 concorria al certamen que la Reial Acadèmia de Santa Cecília de Cadis que va obrir amb motiu de la celebració de l'Exposició Regional, guanyant el primer premi per una simfonia titulada Bética, que s'executà a gran orquestra en inaugurar-ne l'Exposició. Aquest fet li valgué, a més del premi ofert, el títol de soci de mèrit d'aquella reial Acadèmia.
El 1880 guanyà un diploma d'honor a València per un cor a veus soles titulat Lo Mercat, i el mateix any fou premiat en l'Ateneu Barcelonès, per una col·lecció de 12 peces musicals. També va escriure diverses sarsueles que es representaren en el teatre Tivoli i Circ Barcelonès, de Barcelona.
El 1880 li fou confiada la direcció de l'orquestra dels concerts populars Euterpe, per les quals va escriure dues simfonies més Sobre motius populars catalans, que aconseguiren molt d'èxit.
No tan sols es dedicà Ribera i Miró a la música profana, sinó també cultivà la religiosa, comptant 152 obres d'aquest gènere; entre elles hi ha quatre misses a gran orquestra i tres amb acompanyament d'orgue, una d'elles a sis veus amb baix numerat, de gener purament sever; alguns himnes, motets, càntics, graduals.
Es va casar amb Enriqueta Font i Galve. Un dels seus fills, Josep Ribera i Font, fou el marit de la compositora i pianista barcelonina Emma Chacón i Lausaca, alumne de Josep Ribera i Miró.
Morí el 14 de gener de 1921.

## Sarsueles
- 1871. María Antonieta. Juguete cómico-lírico en 1 acto. Llibret de Gerardo Blanco. Estrenat al Teatre Espanyol de Barcelona el 16 de setembre de 1871.
- 1872. De Barcelona al Parnàs. Sarsuela revista (còmica-lírica-dramàtica-satírica-fantàstica) en dos quadres i en vers. Llibret d'Eduard Vidal i de Valenciano. Estrenada al Teatre Tívoli de Barcelona el 21 de juliol de 1872.
- 1872. De dotze a una. Llibret d'Andreu Brasés. Estrenada al Teatre Tívoli de Barcelona el 22 de juliol de 1872.
- 1872. Dos milions. Sarsuela en 1 acte. Llibret d'Eduard Vidal i de Valenciano. Estrenada al Teatre Tívoli de Barcelona el 3 d'agost de 1872.
- 1872. De teulades en amunt. Llibret de Conrad Roure. Estrenada al Teatre Tívoli de Barcelona el 28 d'agost de 1872.
- 1873. Les campanetes. Sarsuela en 1 acte. Llibret de Conrad Colomer i d'Eduard Vidal i de Valenciano. Estrenada al Teatre del Circ Barcelonès de Barcelona el 17 de febrer de 1873.
- 1873. La Societat del Born. Filantropia i diversió. Llibret de Rossend Arús. Estrenat al Teatre del Circ Barcelonès de Barcelona el 18 de febrer de 1873.
- 1873. Primer jo... Llibret de Narcís Campmany i de Conrad Colomer. Estrenada al Teatre del Circ Barcelonès de Barcelona el 24 de març de 1873.
- 1873. Un poble diable. Sarsuela bufa en 1 acte. Llibret de Rafael Burgell i d'Eduard Vidal i de Valenciano. Estrenada al Teatre Tívoli de Barcelona el 19 de juliol de 1873.
- 1874. La monya de rissos. Llibret de Salusti Ferrer. Estrenada al Teatre Tívoli de Barcelona el 22 de juliol de 1874.
- 1874. De dalt a baix. Joguina còmico-lírica en 1 acte, arranjada a l'escena catalana. Llibret: Andreu Brasés i Trias. Estrenada al Teatre Tívoli de Barcelona el 13 d'agost de 1874.